# 川合彰武

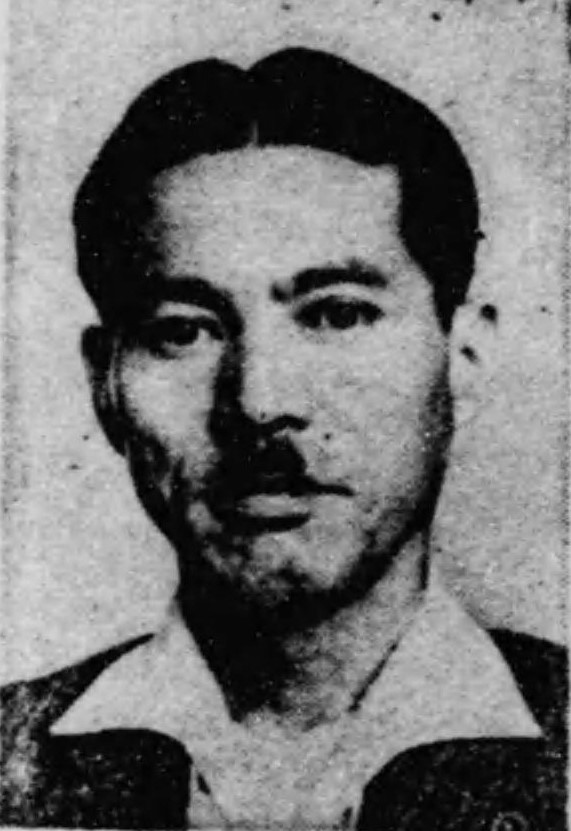
川合彰武

川合 彰武（かわい あきたけ、1906年（明治39年）9月30日 - 1987年（昭和62年）11月16日）は、昭和期の実業家、政治家。衆議院議員（1期）。

## 経歴
静岡県浜名郡、現在の浜松市出身。1927年（昭和2年）に中央大学法学部を卒業すると朝鮮銀行に入り、朝鮮機械工業統制協会常務理事や協同産業取締役社長などを歴任。
戦後復員して1947年（昭和22年）4月の第23回衆議院議員総選挙で静岡県第3区から日本社会党公認で出馬して当選。衆議院議員に1期在任し、社会党浜松支部書記長などを務めた。その後、第24回、第25回総選挙に立候補したがいずれも落選した。
その他、静岡地方裁判所調停委員、静岡家庭裁判所調停委員、躍進機械製作所会長などを務めた。
1976年（昭和51年）秋の叙勲で勲四等瑞宝章受章。
1987年（昭和62年）11月16日死去、81歳。死没日をもって従五位に叙される。

## 著作
- 『朝鮮工業の現段階』東洋経済新報社京城支局、1943年。